# Marcella Sembrich
Prakseda Marcelina Kochańska, conocida por el nombre artístico de Marcella Sembrich (Wisniewczyk, Reino de Galitzia y Lodomeria, Imperio Austriaco, 15 de febrero de 1858 - Nueva York, 11 de enero de 1935) fue una soprano coloratura polaca, que desarrolló una exitosa carrera en Europa y en Norteamérica.

## Vida y carrera

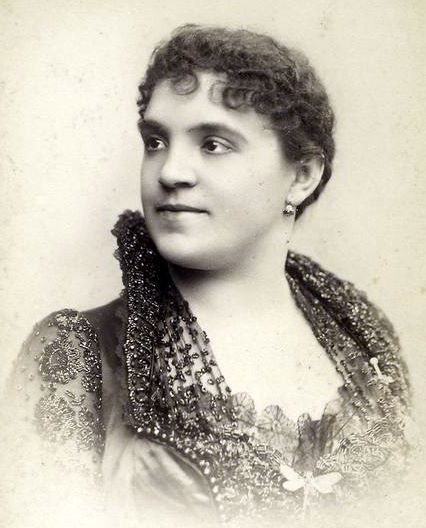
Marcella Sembrich

Sembrich nació en la región polaca de Galitzia, entonces parte del Imperio Austriaco y actualmente parte de Ucrania. Comenzó estudiando piano y violín con su padre, y, postreriormente en el prestigioso conservatorio de Lviv. En 1875 se trasladó a Viena, donde estudió piano con Julius Epstein y violín con Josef Hellmesberger (padre). Pronto descubrió las grandes cualidades de su voz y decidió dejar los estudios instrumentales para estudiar canto en Milán, donde estudió con Francesco Lamperti.
En 1877 hizo su debut como Elvira, de I puritani, en Atenas, cantando otros papeles en esa ciudad durante algún tiempo. Al quedar embarazada tuvo que interrumpir su carrera, a punto de firmar un contrato con la Hofoper de Viena. Durante ese periodo siguió estudiando canto en Viena con Marie Seebach. En 1878 consiguió un contrato en la Ópera de Dresde, donde debutó con Lucia di Lammermoor. Se mantuvo en la compañía de la capital sajona hasta 1880, cuando firmó un sustancioso contrato por cinco años con el Covent Garden de Londres. Su debut en el teatro londinense, también con Lucia, en junio de 1880 causó gran sensación. En 1883 se desplazó a Nueva York para participar en la primera temporada de la nueva Metropolitan Opera, debutando de nuevo con Lucia, pero también con I puritani, Les Huguenots, Il barbiere di Siviglia, La sonnambula, La traviata o Rigoletto. En esos años se presentó en los principales teatros europeos: San Petersburgo y Moscú, Madrid, Lisboa, Bruselas, Berlín, Milán, Budapest, París, etc.
En 1898 regresó al Met, donde permaneció 11 temporadas, cantando más de 450 funciones. Se retiró de la escena en 1909, 25 años después de su debut en el teatro, con una gala de despedida. Continuó cantando en recitales hasta 1917, para posteriormente dedicarse a la enseñanza en el Curtis Institute de Filadelfia y la Julliard School en Nueva York.
Sembrich fue una activa patriota polaca. Durante la Primera Guerra Mundial presidió un comité de ayuda polaco-norteamericano y donó gran cantidad de dinero y suministros para sus compatriotas. El  Marcella Sembrich Opera Museum, situado en la localidad de Bolton Landing, en el estado de Nueva York, conserva gran cantidad de recuerdos y documentación sobre la soprano polaca.
La voz de Sembrich, de una amplia extensión y de considerable calidad, era voluminosa pero capaz de una gran expresividad. Se situó entre las mejores sopranos coloratura del mundo. Marcella Sembrich dejó algunas grabaciones acústicas, entre 1904 y 1919, editadas por Columbia y Victor Records, que no hacen justicia a su voz, pero que dejan testimonio de la pureza de tono y elegancia de estilo que la hicieron famosa.